# Surrey
Il Surrey (pronuncia [ˈsʌɹi]) è una contea dell'Inghilterra sud-orientale, nella regione del Sud Est confinante con le contee di Berkshire, Hampshire, Kent, East Sussex, West Sussex e con Greater London, l'area metropolitana di Londra.
La contea è densamente popolata e vista la vicinanza a Londra ha una grande popolazione di pendolari che l'hanno scelta come residenza. L'aeroporto di Gatwick, il secondo di Londra, nonostante sia situato nel West Sussex, è strettamente confinante con la cittadina di Horley.
È sede dell'Università del Surrey e del college Royal Holloway parte dell'Università di Londra, due delle università inglesi che negli ultimi anni si sono affermate nei ranking mondiali per qualità dell'educazione.

## Geografia fisica
La contea confina a nord-ovest con il Berkshire, a nord-est con la Greater London, a est con il Kent, a sud con l'East Sussex ed il West Sussex ed a ad ovest con l'Hampshire.
Il territorio è prevalentemente pianeggiante ed ondulato. A sud si elevano le North Downs che raggiungono i 295 metri di altezza con la Leith Hill. L'area a nord delle Norh Downs è attraversata dai fiumi Wey e Mole. In quest'area centrale sono situate Guildford, storico capoluogo di contea, ed a nord di questa Woking.
A nord la contea è pianeggiante ed è attraversata dal fiume Tamigi che bagna la città di Staines. La contea ha una superficie boschiva del 22,4%, che è più del doppio della media nazionale, e che ne fa la contea con più superficie alberata della Gran Bretagna. La maggior parte dei boschi sono originari (rappresentati dal ramo di quercia nello stemma della contea) e non derivati da nuovi impianti. La riserva naturale di Box Hill è la più antica della Gran Bretagna.
Dal punto di vista geologico, la litologia superficiale del Surrey è dominata dalle formazioni calcaree delle North Downs, una successione di colline con direzione ovest-sudovest/est-nordest.
Queste colline sono parte di una grande struttura tettonica parzialmente smantellata dall'erosione che prende il nome di anticlinale del Weald.
L'anticlinale, formatasi nell'Eocene, piega una successione di formazioni sedimentarie che risalgono al Cretacico.
La stratigrafia di questi depositi vede (dal basso verso l'alto) un orizzonte costituito da termini pelitici (Argille del Weald e Argille di Gault), con al tetto delle arenarie quarzose e, sopra di queste, calcari organogeni a grana fine, friabili, di colore bianco (Chalk, che costituisce le North Downs).
Dal punto di vista paleoambientale, la litologia è rappresentativa di sedimenti di facies costiera e neritica (corrispondenti ad ambiente marino poco profondo di Piattaforma Continentale).
Le arenarie rappresentano i sedimenti sabbiosi costieri del paleoambiente e costituiscono, con le formazioni argillose (che rappresentano invece i depositi di piattaforma), una unità litostratigrafica chiamata Wealden.
I calcari, anch'essi di ambiente costiero, sono di origine organica e sono costituiti da minutissimi frammenti di gusci di molluschi marini.

## Amministrazione
La contea fu ritagliata, fin dall’epoca degli anglosassoni, dal territorio orientale della diocesi di Winchester, di cui ecclesiasticamente fece parte fino a tempi relativamente recenti.
Il capoluogo nominale è la città di Guildford (che dà il nome anche ad un distretto amministrativo con lo status di Borough).
Guildford è anche il capoluogo amministrativo della regione del South East England) e non possiede lo status di city.
Il capoluogo politico e amministrativo del Surrey, sede del Surrey County Council era la città di Kingston che, pur geograficamente parte del Surrey, dal 1965 è un London Borough, essendo divenuta parte della area metropolitana londinese. Per contro, nello stesso anno, una porzione della ex contea di Middlesex fu aggiunta al Surrey, ed oggi è la suddivisione di Spelthorne. 
In tempi recenti, c'è stato un tentativo di spostare l'amministrazione del Surrey nella città di Woking, ma il progetto è stato abbandonato. Alla fine, nel 2020, il consiglio della contea ha lasciato Kingston e si è spostato a Reigate.

## Suddivisioni
|  | 1. Spelthorne 2. Runnymede 3. Surrey Heath 4. Woking 5. Elmbridge 6. Guildford 7. Waverley 8. Mole Valley 9. Epsom and Ewell 10. Reigate and Banstead 11. Tandridge |

## Monumenti e luoghi d'interesse

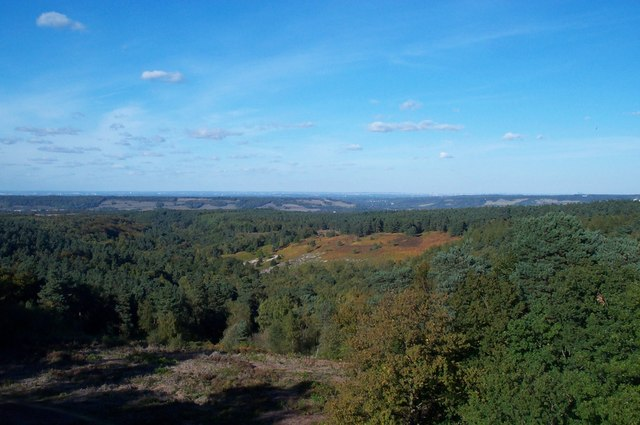
Un panorama delle North Downs che costituiscono il margine settentrionale dell'anticlinale del Weald, visto dall'alto della torre di Leith Hill nel Surrey. Sullo sfondo, lontano, si intravede il margine sudoccidentale di Greater London.

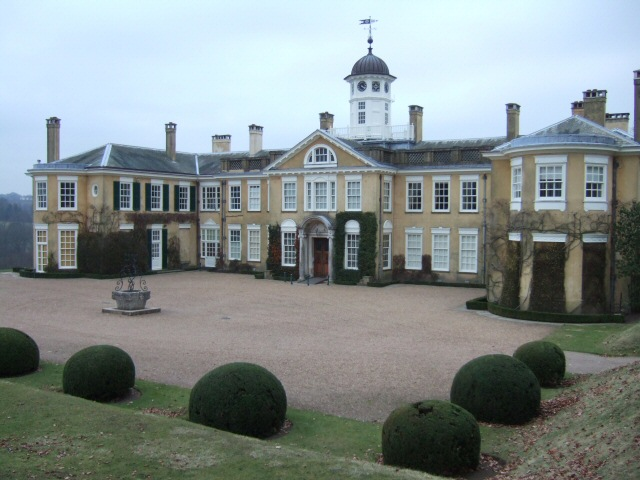
Polesden Lacey, villa in stile regency ed edoardiano vicina a Great Bookham

- Brooklands, museo automobilistico e dell'aviazione.
- Box Hill, area boscosa delle Chilterns.
- Cattedrale di Guildford, cattedrale moderna
- Clandon Park, residenza del XVIII secolo progettata dall'architetto Giacomo Leoni. Nei giardini della residenza è situata la "Hinemihi", una delle quattro Sale del ritrovo (meeting house) della cultura Maori fuori dalla Nuova Zelanda e l'unica nel Regno Unito[2][3].
- Claremont Landscape Garden, giardini impiantati a partire dal 1715.
- Devil's Punch Bowl, luogo con bellezze naturali di proprietà del National Trust.
- Frensham Common
- Hatchlands Park, residenza a East Clandon costruita nel 1758 con interni di Robert Adam.
- Holmbury St Mary, pittoresco villaggio vittoriano in cui nessuna nuova costruzione è permessa. Vi fu aperto il primo ostello della Youth Hostels Association nel 1935.
- Leith Hill, la massiva elevazione dell'Inghilterra del sud-est assieme alla Waldbury Hill nel Berkshire.
- Oakhurst Cottage, casa restaurata del XVI secolo a Hambledon.
- Polesden Lacey, villa in stile Regency ed edoardiano, vicina a Great Bookham.
- Royal Horticultural Society Garden, a Wisley.
- Runnymede,vicino Egham. Luogo in cui fu firmata la Magna Carta nel 1215.
- Shalford Mill, mulino del XVIII secolo sul fiume Tillingbourne.
- Surrey Hills, area di notevole bellezza naturale (AONB).
- Waverley Abbey, prima abbazia cistercense dell'Inghilterra.
- Winkworth Arboretum
- Witley Common, brughiera d'erica a sud di Godalming.
- Wotton House, casa di John Evelyn, diarista e orticoltore del XVII secolo.